# Suƣd
Suƣd  (in tagico: Суғд) è una regione (vilaja) del Tagikistan, la cui capitale è Chujand. Il nome riprende quello dell'antica provincia della Sogdiana. 

## Geografia fisica

### Suddivisioni
La regione è suddivisa in 10 distretti:
- Distretto di Asht
- Distretto di Ǧafurov
- Distretto di Devashtich
- Distretto di Zafarobod
- Distretto di Mastchoh
- Distretto di Spitamen
- Distretto di Jabbor Rasulov
- Distretto di Shahriston
- Distretto di Ajni
- Distretto di Kuhistoni Mastchoh

### Città
- Chujand
- Isfara
- Istaravshan
- Konibodom
- Panjakent

### Confini
Confina a nord col Kirghizistan e l'Uzbekistan, a sud con i Distretti di Subordinazione Repubblicana, a est col Kirghizistan e a ovest con l'Uzbekistan.